# Lodis katolska stift
Lodi katolska stift är ett stift inom Romersk-katolska kyrkan. Stiftet består av sju orter i provinsen Lodi och inrättades på 300-talet av den helige Bassiano di Lodi.
Biskop i stiftet, och därmed för katolska kyrkan i Lodi, är sedan 2014 Maurizio Malvestiti, .